# Pedro Bismarck Chau
Pedro Bismarck Chau (ur. 18 lipca 1964 w Managui) – amerykański duchowny rzymskokatolicki, biskup pomocniczy Newark (nominat).

## Życiorys
Święcenia kapłańskie otrzymał 24 maja 2008 i został inkardynowany do archidiecezji Newark.
30 maja 2025 papież Leon XIV mianował go biskupem pomocniczym archidiecezji Newark i biskupem tytularnym Catrum. 